# Crocifisso di Brunelleschi
Il Crocifisso di Brunelleschi è una scultura lignea conservata nella cappella Gondi di Santa Maria Novella a Firenze, attribuita al 1410-1415 circa. È in legno policromo (unica opera lignea pervenutaci di Brunelleschi) e misura 170×170 cm.

## Storia
Secondo la testimonianza del Vasari quest'opera viene scolpita in risposta al Crocifisso "contadino" di Donatello (in Santa Croce sempre a Firenze), che il Brunelleschi aveva criticato per l'esasperato naturalismo. Sfidato da Donatello a fare di meglio, ha scolpito quest'opera, alla vista della quale l'amico fu colto da così tanta meraviglia da far cadere in terra le uova che teneva in grembo.
Non sappiamo se questo Racconto del Vasari sia vero o no, ma certamente il Brunelleschi non ha realizzato il suo crocifisso su precisa commissione. Il Crocifisso è rimasto nella sua casa o bottega (Officina)  fino ad un anno prima della sua morte, quando ha deciso di donarlo ai frati domenicani di Santa Maria Novella. Questi lo ha messo sul pilastro tra la cappella di Filippo Strozzi e la cappella Bardi (dove ancora oggi sono visibili i chiodi per la sua affissione), per poi passare nel 1572 nella cappella Gondi.

## Descrizione e stile
A parte il racconto, che potrebbe anche non essere vero vista la distanza documentata tra le due opere, tra i due e i nove anni, in ogni caso l'opera di Brunelleschi è impostata in maniera completamente diversa, all'insegna della compostezza e di una solenne gravitas. 
Brunelleschi ha rielaborato il modello del Cristo piegato sulla Croce di Giotto, nella Croce sagomata sempre in Santa Maria Novella. 
L'opera è caratterizzata da un attento studio dell'anatomia e delle proporzioni, con un risultato all'insegna dell'essenziale (ispirata all'antico), che esalta la dignità sublime e l'armonia dell'opera. Rispetto all'opera di Donatello è più idealizzato e misurato, dove la perfezione matematica delle forme è eco della perfezione divina del soggetto. Le braccia aperte misurano quanto l'altezza della figura, il filo del naso sul volto punta al baricentro dell'ombelico, ecc. Il corpo venne modellato a partire dallo studio di un nudo, infatti non presenta il perizoma, che veniva aggiunto a parte con un drappo. Brunelleschi sarebbe così stato il primo a definire questa prassi poi comune nelle botteghe fiorentine del XV secolo. 
Al modello giottesco Brunelleschi aggiunse una leggera torsione verso sinistra che crea più punti di vista privilegiati e "genera spazio" attorno a sé, cioè induce l'osservatore a un percorso semicircolare attorno alla figura.
Secondo Luciano Bellosi l'opera sarebbe "la prima opera rinascimentale della storia dell'arte", punto di riferimento per gli sviluppi successivi di Donatello, Nanni di Banco e Masaccio.

## Galleria d'immagini

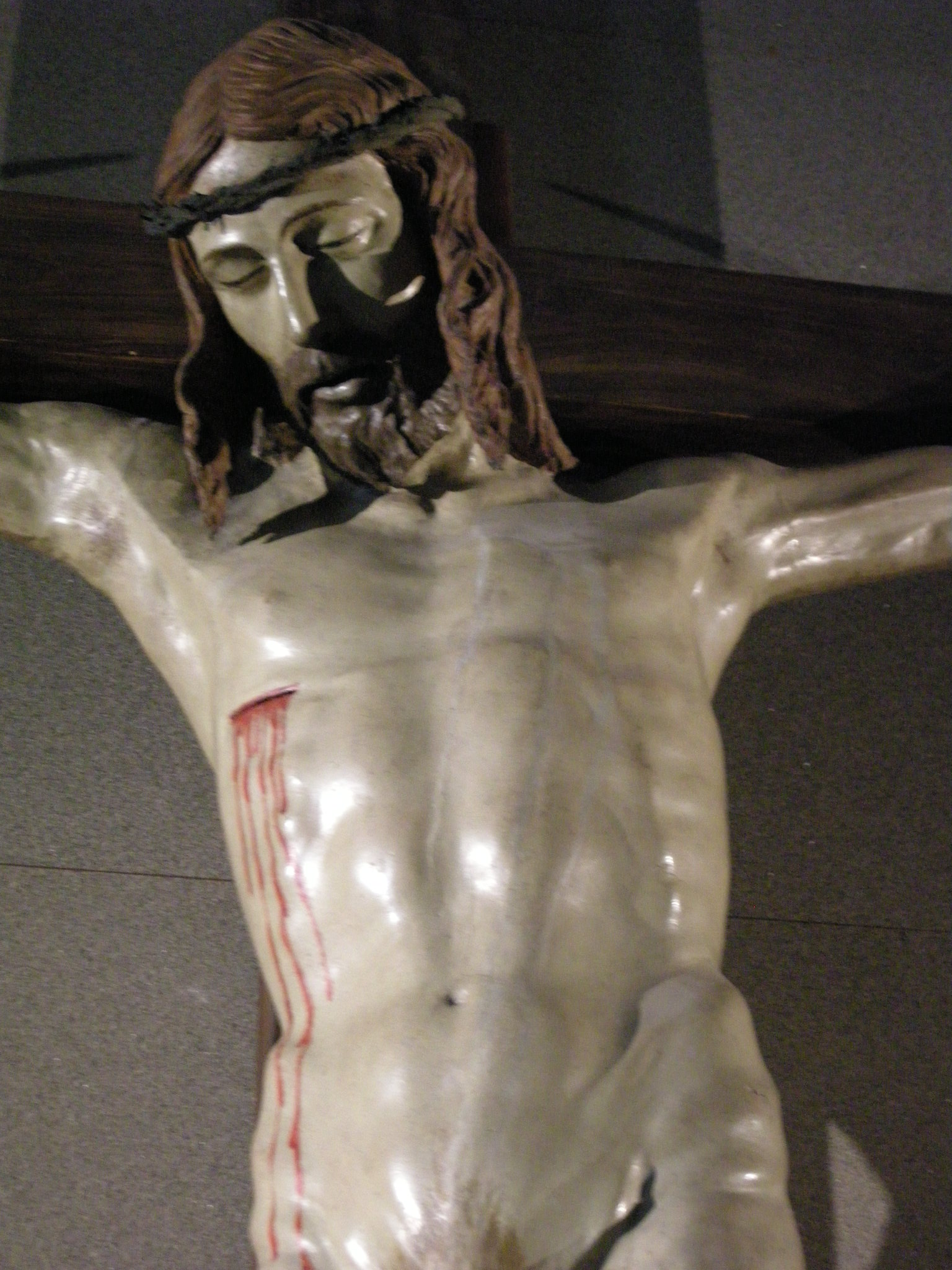
Dettaglio
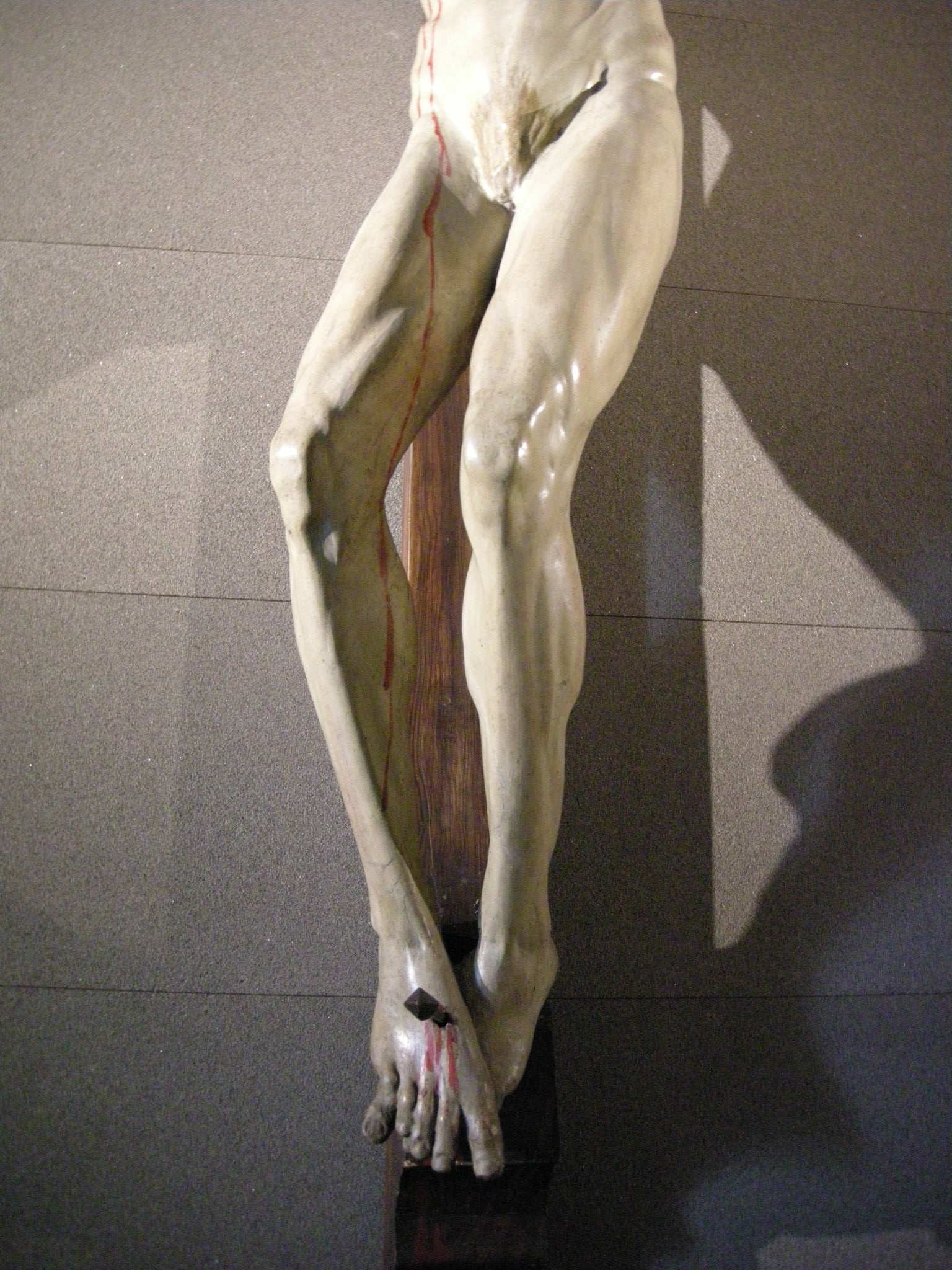
Dettaglio
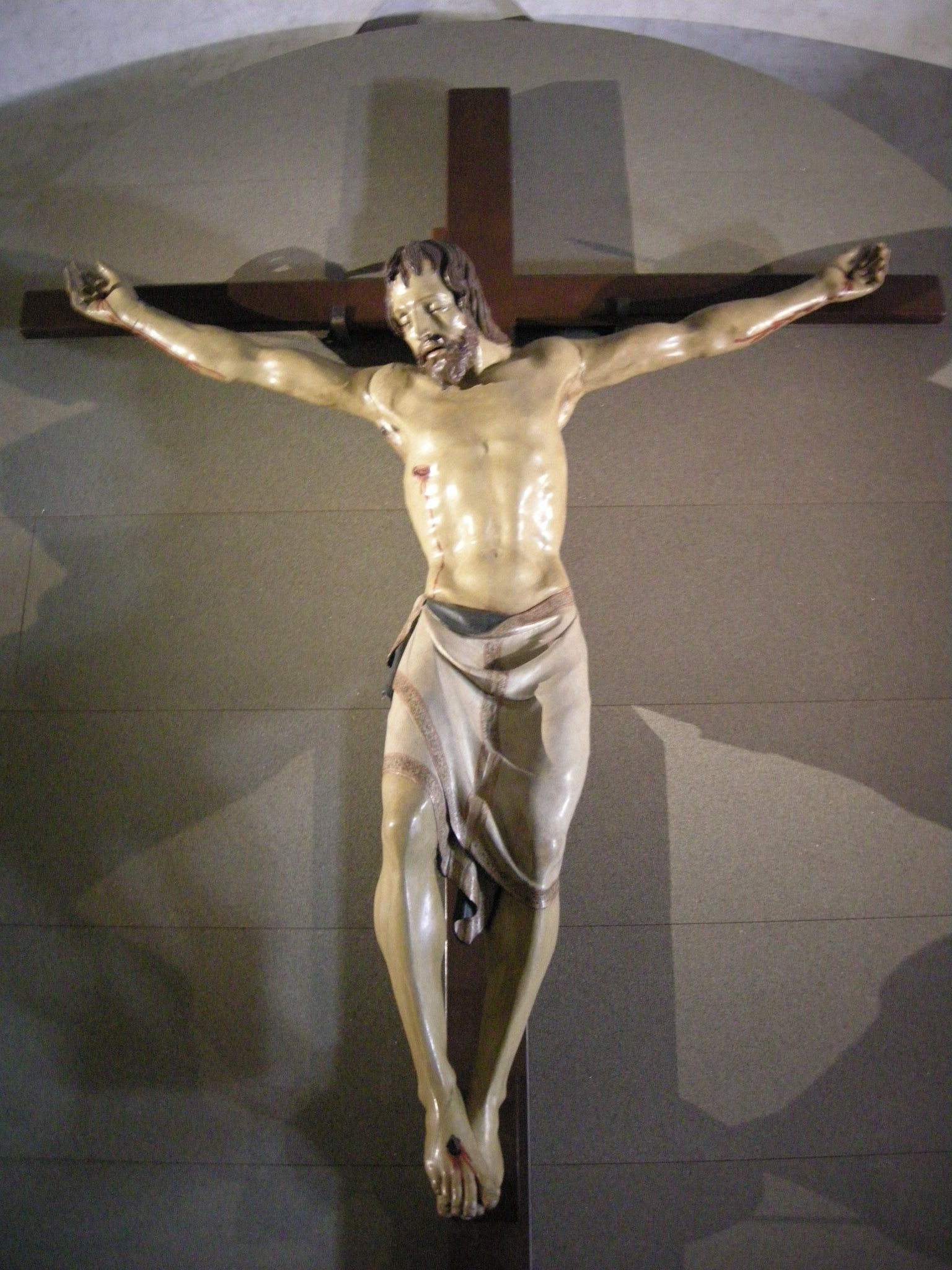
Crocifisso di Donatello
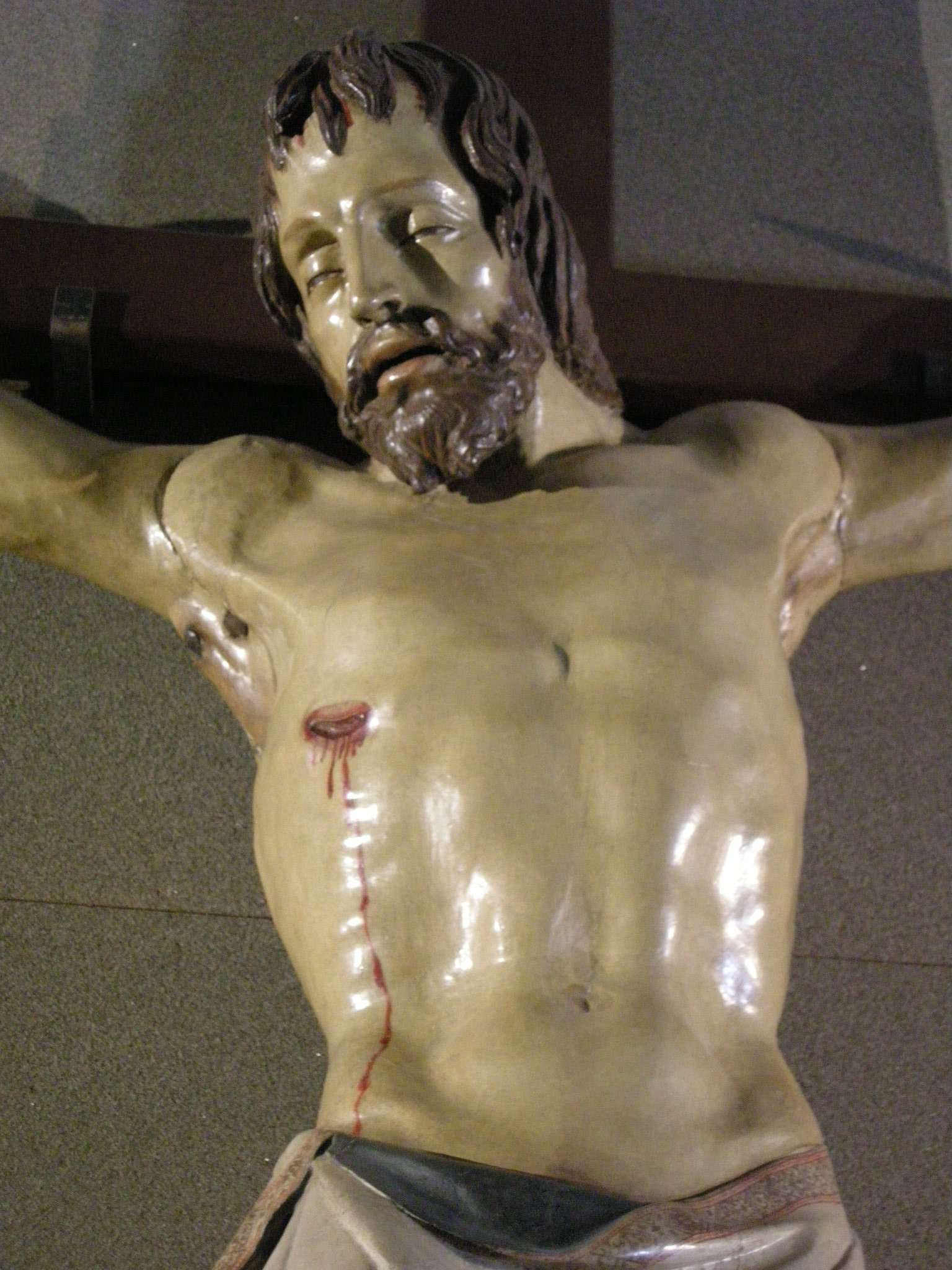
Crocifisso di Donatello, dettaglio